# Некоторые факты о покойном Артуре Джермине и его семье
«Некоторые факты о покойном Артуре Джермине и его семье» (англ. Facts Concerning the Late Arthur Jermyn and His Family), в другом переводе «Артур Джермин» — рассказ американского писателя Говарда Филлипса Лавкрафта, написанный в 1920 году. Впервые напечатан в июле 1921 года в журнале «The Wolverine». Рассказ вошёл в собрание «Дагон и другие жуткие рассказы» (1986).

## Сюжет
Этнолог Артур Джермин жил в Англии и выделялся уродством, что досталось ему от прапрадеда Уэйда Джермина. Уэйд изучал в XVIII веке цивилизацию странных существ на реке Конго. Уэйд вернулся оттуда вместе с женой, которая никогда не выходила из дома. После рождения их сына Филиппа, Уэйд вновь поехал с женой в Африку, откуда она не вернулась. В 1765 году Уэйд попал в сумасшедший дом в Хантингдоне (англ. Huntingdon), где он и умер через 2 года. Уэйд часто рассказывал в баре «Голова рыцаря» про заброшенный город в джунглях: 
В джунглях лежат гигантские стены и колонны города, полуразрушенного и заросшего лианами. Его безмолвные каменные ступени, ведут вниз, в непроглядную тьму бездонных подвалов и запутанных катакомб с сокровищами. Там обитают столь сказочные существа, что сам Плиний описал бы их с известной долей скептицизма. Они происходят из древнего языческого города и начали появляться на свет, после набега диких человекообразных обезьян на умирающий город. 
Филипп Джермин вырос безнадежно туп, он женился на дочери цыгана и ушёл служить на флот, а после войны исчез в Африке. Его сын Роберт Джермин стал антропологом и изучал племена Онга в Африке. Роберт женился на дочери виконта Брайтхолм и вырастил троих сыновей. Двоих детей он растил взаперти из-за физических изъянов, а Невил повзрослел и убежал из дома с танцовщицей, вернувшись через год с ребенком Альфредом. Роберт Джермин изучал африканские мифы и записи деда о затерянном городе в джунглях, населенном гибридными существами. Однажды его посетил коллега Сэмюэл Ситон и поведал легенду о городе белых обезьян, где правил Белый бог. После беседы Роберт убил Сэмюэля и своих троих детей. Невил сумел защитить Альфреда. Роберт покончил с собой. Альфред Джермин в 26 лет стал баронетом, а в 36 лет бросил жену с ребёнком и уехал с бродячим цирком. В Чикаго он выступал в цирке с гориллой, которая убила его на выступлении.

Артур Джермин вернулся с матерью в дом Джерминов (англ. Jermyn House) и начал изучать фамильную этнографию. В 1911 году Артур отправился в экспедицию в конголезские джунгли. Мвану, вождь народа Калири (англ. Kaliri country), показал руины древнего города, где жили гибридные существа, которых уничтожило племя Н’бангу (англ. N’bangus). По легенде, в город прибыл Белый бог и женился на их принцессе — белой обезьяне. Они правили вместе, а после рождения сына, уехали втроем, но вернулись позже, а их принцесса умерла здесь. Белый бог поместил её мумию в храм и она стала объектом поклонения, а сам уехал. Н’бангу забрали мумию богини, которая являлась белой человекообразной обезьяной. В 1913 году Артур получил ящик из Конго от мсье Верхерена, где лежала мумия: 
Вид мумифицированной богини был ужасен: полуразложившаяся, изъеденная, она вызывала тошноту. Даже ничего не смыслящий в антропологии дилетант мог бы понять, что перед ним лежит мумия белой человекообразной обезьяны неизвестного вида, очень схожей с человеком. На её шее висел медальон с гербом рода Джерминов.
Мумия была принцессой и женой Уэйда Джермина, а Артур — их потомком. Не вынеся правды он сжег себя. Члены королевского антропологического института отрицали существование Артура.

## Персонажи
- Артур Джермин (англ. Arthur Jermyn) — этнолог, необычайно уродлив, сын Альфреда и никому не известной женщины. Резкие, выступающие черты лица и неестественной длины руки заставляли содрогаться от отвращения всякого, кто его видел. Физическое уродство искупалось умом и талантом поэта. Был удостоен наград Оксфорда, вознес славу своего рода. Продолжил работу предков в области африканской этнографии и исследовал коллекцию своего прапрадеда Уэйда. В 1911 году продал часть своего поместья, чтобы снарядить экспедицию в Конго.
- Уэйд Джермин (англ. Wade Jermyn) — прапрадед Артура, один из первых исследователей Конго. Страсть к познанию мира была у сэра Уэйда почти маниакальной, а его гипотеза о наличии в Конго некой белой расы, сохранившейся с доисторических времен легла в основу его книги «Обзор некоторых регионов Африки». Его коллекция африканских трофеев явно свидетельствовала о ненормальности ее владельца, ибо здравомыслящий человек не стал бы хранить столь отвратительные и зловещие экспонаты.
- Жена Уэйда Джермина (англ. Jermyn's Wife) — не любила Англию и ее обычаев. Её муж представил её как дочь португальского торговца из Африки. Никто не видел ее вблизи; по слухам, она отличалась буйным и необузданным нравом. Во время пребывания в доме Джерминов она занимала отдаленное крыло здания. В Конго ее считали принцессой.
- Филипп Джермин (англ. Philip Jermyn) — внешне был похож на отца, отличался грубой внешностью и неотесанными манерами, окружающие избегали его. Филиппу не передалось безумие отца, он был безнадежно туп и бывал подвержен вспышкам ярости. Небольшого роста и неширокий в плечах, он отличался силой и подвижностью. Женился на дочери лесника, который был цыган. Служил матросом на флоте, был популярен среди моряков из-за трюков и лазания по мачтам. Исчез, когда корабль пристал к берегу Конго.
- Роберт Джермин (англ. Robert Jermyn) — прадед Артура, баронет и знаменитый антрополог. Высокий и, несмотря на незначительные диспропорции телосложения, довольно миловидный, с налетом загадочной восточной грации. Прославил фамилию Джерминов среди этнографов и географов-исследователей. В 1815 году женился на дочери виконта Брайтхолма (англ. Viscount Brightholme), которая родила ему троих детей. Его средний сын, Невил, был необычайно отталкивающей личностью и сбежал из дома с простой танцовщицей. Роберт Джермин убил ученого Сэмюэла Ситона, а затем своих троих детей из-за неполноценности. После попыток самоубийства умер от апоплексического удара в изоляции.
- Альфред Джермин (англ. Alfred Jermyn) — баронет, никогда не соответствовал титулу. В 20 лет связался с труппой артистов мюзик-холла. В 36 лет оставил жену и сына на произвол судьбы, а сам уехал на гастроли с бродячим американским цирком. Дрессировал обезьян и достиг поражающих результатов. В Чикаго репетировал боксерский матч с гориллой, которая растерзала его.
- Сэмюэл Ситон (англ. Samuel Seaton) — ученый, жил в племени Онга. 19 октября 1852 года посетил дом Джерминов, предъявил доказательства правдивости легенд про Белого бога.
- Мсье Верхерен (англ. M. Verhaeren) — бельгийский агент из одной из конголезских торговых факторий в Конго.
- Мвану (англ. Mwanu) — вождь племени Калири, знал легенды про существ-гибридов.
- Старый Сомс (англ. Aged Soames) — дворецкий в доме Джерминов.
- Человекообразные гибриды (англ. Anthropoid hybrids) — существа-гибриды, белые человекообразные обезьяны, построившие город на реке Конго.

## Вдохновение
Оба родителя Лавкрафта умерли в психиатрической больнице, и некоторые критики ссылаются на его обеспокоенность по поводу наследственной склонности к физическому уродству — что отражено в сюжете этого рассказа, а также во многих других, особенно в повести «Тень над Иннсмутом», которая разделяет некоторые темы с «Некоторые факты о покойном Артуре Джермине и его семье». Как и во многих его рассказах, разум персонажа ухудшается по мере того, как его исследования раскрывают невыносимую реальность, центральный принцип космицизма, который Лавкрафт излагает в первом предложении «Зов Ктулху»: «Самая милосердная вещь в мире, я думаю, это неспособность человеческого разума соотнести все его содержимое воедино».

В письме Лавкрафт описал импульс, который послужил идеей для рассказа: 
«Кто-то изводил меня чтением какой-то работы современных иконоборцев – тех молодых крикунов, которые везде суют свой нос и являют мерзкие скрытые мотивы и тайные знаки – и я чуть не уснул от монотонной чепухи Андерсона в его «Вайнсбург, Огайо». Как вы знаете, почтенный Шервуд обнажил темные тайны, припрятанные многими деревенскими жителями; и мне пришло в голову, что я в своей более странной среде, вероятно, мог бы раскрыть какой-то секрет предков одного из людей, который заставил бы худшее из разоблачений Андерсона звучать как ежегодный отчет о субботней школе. Отсюда Артур Джермин».
Критик Уильям Фулвилер предполагает, что сюжет «Артура Джермина», возможно, был вдохновлен романами Эдгара Райса Берроуза «Возвращение Тарзана» (1913) и «Тарзан и сокровища Опара» (1916), в которых фигурирует затерянный город Опар, населённый гибридной расой, возникшей в результате спаривания людей с обезьянами. Писатель Э. Ф. Блейлер тоже заметил, что рассказ несомненно многим обязан городу Опар Берроуза, из цикла «Тарзан».
Одна из темы этого рассказа - наследие, родовое проклятие, страх слишком много узнать о своей семье и реальность, которая может оказаться невыносимой для человеческого понимания.

## История написания и публикация
Рассказ был впервые опубликован в журнале «The Wolverine» в марте-июне 1921 года. К неудовольствию Лавкрафта, история была переименована в «Белую обезьяну», когда её напечатали в «Weird Tales» в 1924 году, и он прокомментировал это так: «Если бы я когда-нибудь назвал историю „Белая обезьяна“, в ней не было бы обезьяны» . Впоследствии рассказ переиздавался под названием «Артур Джермин», до исправленного издания в «Dagon and Other Macabre Tales» в 1986 году.

## Связь с другими произведениями
Человекоподобные обезьяны и антропоиды упоминаются в рассказах «Зверь в пещере», «Герберт Уэст — реаниматор», «Затаившийся страх» и «Крысы в стенах».
В рассказе «Зверь в пещере» герой ошибочно подумал, что встретил человекоподобную обезьяну в пещере.
В рассказе «Крысы в стенах» герой узнает, что его предки веками выращивали четвероногих существ в подвале замка.
В повести «Затаившийся страх» упоминаются обезьяноподобных существа, родственные семье Мартенс.
В рассказе «Картина в доме» упоминается книга о путешествиях Антонио Пигафетта по реке Конго.
В рассказе «Карающий Рок над Сарнатом» описан город в Стране снов, где жили желеобразные существа, которые были истреблены племенем кочевников.
В рассказе «Безымянный город» описан город в Аравийской пустыне, где в древности жила раса рептилий.

## Комментарии
1. ↑  Здесь и далее все имена и названия приводятся по переводу Е. Мусихина.